# Proceso tecnológico
Es el conjunto de etapas necesarias para idear, diseñar y producir un bien o servicio que pretenda solucionar un problema o satisfacer una necesidad. Se trata de un método empleado por las empresas para elaborar productos, que normalmente van destinados a comercializarse. 
El proceso tecnológico consta de distintas etapas: abarca desde la identificación del problema o necesidad en cuestión, hasta la producción y difusión de un bien o servicio con que resolverlo o satisfacerla.

## Etapas

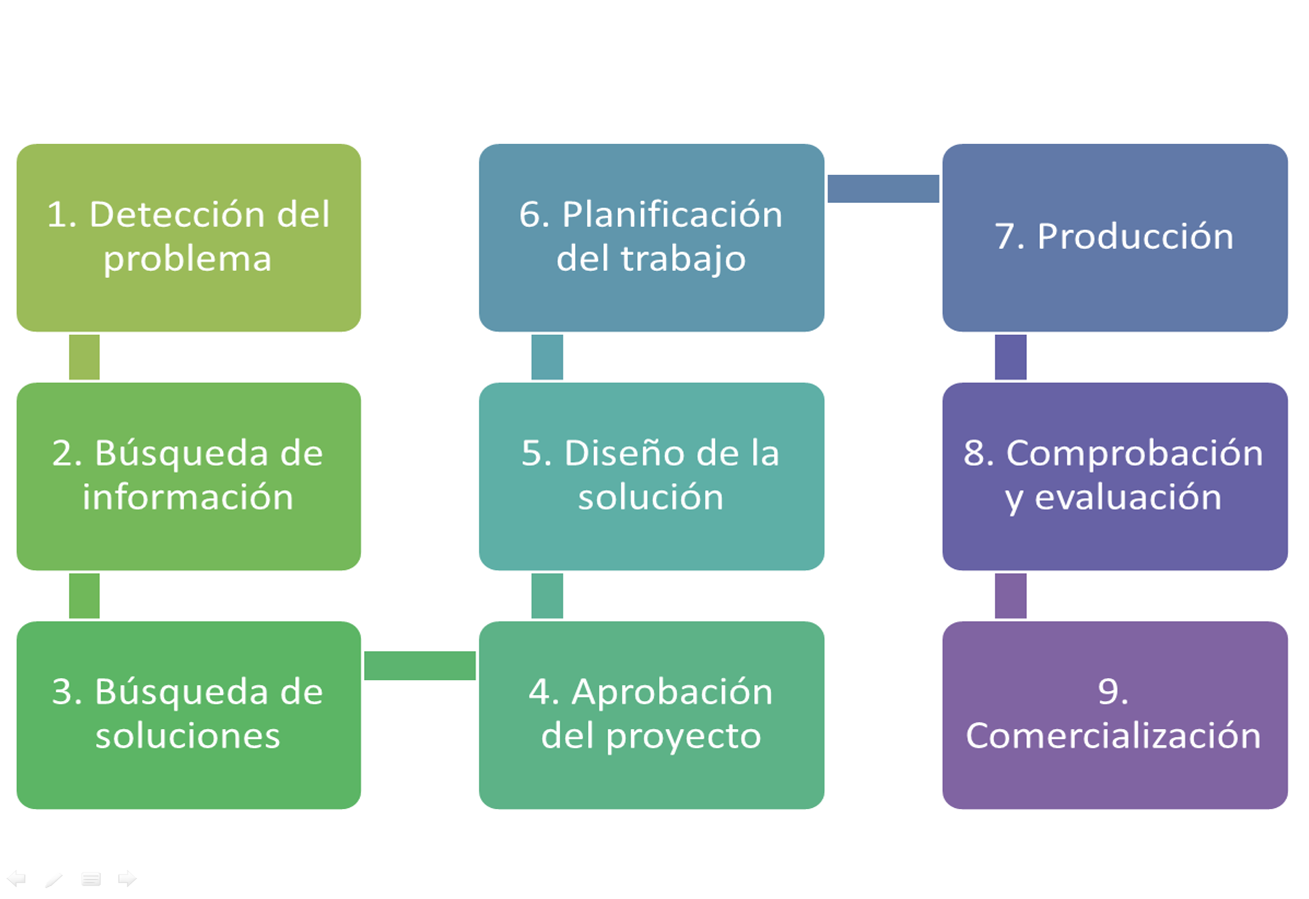
Las 9 fases del proceso tecnológico

las distintas etapas de las que consta todo proceso tecnológico son las siguientes:
1. Detección del problema o necesidad: constituye la identificación de un determinado problema que queramos resolver o de una necesidad que deseemos satisfacer. Se trata de la primera etapa y en base a ella, se desarrollan todas las demás. De este modo, la primera pregunta que habremos de responder será ¿Qué queremos resolver?[3]
2. Búsqueda de información: consiste en recopilar y analizar toda la información posible sobre aquello que haya que solucionar o satisfacer. En este punto es muy importante adquirir los conocimientos para el desarrollo de la solución.[3]
3. Búsqueda de soluciones : en esta etapa se sugieren ideas para solucionar el problema, ideando el concepto del bien que se va a elaborar.[3]
4. Aprobación del proyecto: En muchas empresas, esta etapa le corresponde al departamento de marketing. Es necesario realizar un análisis de viabilidad para detallar los costes y los recursos y medios que se van a emplear en la producción. A partir de este análisis se determina si el proyecto va a ser o no financiando, esto es el GO o NO GO.[3]
5. Diseño de la solución: se elabora el prototipo de aquello que vamos a producir mediante dibujos, bocetos y esquemas que traten de ser lo más precisos posibles.[3]
6. Planificación del trabajo: se reúnen las herramientas y materiales que se van a utilizar y se organiza y planifica la división del trabajo (en caso de que haya mucha gente implicada en el proyecto).[3]
7. Producción: etapa en la cual se fabrica, construye o elabora el bien o servicio que previamente hemos diseñado. Incluye fabricación, montaje, acabado... En el ámbito empresarial, esta función les corresponde a los técnicos.[3]
8. Comprobación y evaluación: nos permite saber si el producto funciona como estaba previsto y si cumple con las expectativas que teníamos en las primeras fases. Se trata de verificar su utilidad y validez. El producto suele ser sometido a la valoración de personas externas al grupo de trabajo. Si esta es positiva, podemos pasar a la siguiente fase del proceso.[3]
9. Comercialización: lanzamiento al mercado del bien o servicio producido. Cabe destacar que la comercialización del producto no es necesaria si este no va dedicado a fines de mercado.[3]

## Ejemplo práctico
Un ejemplo de proceso tecnológico es la producción de un teléfono móvil.
Todos los proyectos de teléfonos móviles comienzan en la fase conceptual. Se crean muchos bocetos, empleando diferentes diseños, características y opciones de interfaz, que incluyen el peso, el tamaño y la minituarización. Después se pasa a convertir estos modelos en prototipos, que, en caso de ser financiados; serán pasados a los ingenieros para la fase de producción.
En la fase de producción se fabrican por separado el hardware y el software:
- El software es diseñado por ingenieros y programadores que desarrollan el diseño de la interfaz y las operaciones que se pueden realizar con el móvil.
- Los componentes del hardware son creados de forma separada. Se fabrica la carcasa, la placa de circuito impreso etc. Posteriormente, se añaden otras partes del teléfono como la pantalla, el micrófono o el altavoz.

Durante la posterior fase de pruebas, se valora la manejabilidad del teléfono, su funcionalidad, su resolución de pantalla y la duración de su batería, entre otros muchos aspectos. Si el resultado es el deseado, el móvil se lanza al mercado, donde será comercializado ya sea a través de una tienda física o a través de Internet.